# Préstamo a la gruesa ventura
El préstamo a la gruesa ventura o a riesgo y aventura (en latín: nauticum fœnus) es un tipo de contrato mutuo, que consiste en que el prestamista entrega dinero u otros bienes fungibles a un naviero para realizar transporte marítimo, obligándose el naviero a pagar al prestamista el precio del riesgo (pretium periculi) si el viaje concluía en feliz llegada a puerto, en caso contrario, si el barco naufraga o no llega a puerto, nada debe el naviero al mutuante (perdiendo capital e intereses).
A la inversa de lo que ocurre en un mutuo ordinario, los riesgos son de cargo del mutuante (prestamista), pero solo desde que empieza hasta que termina la travesía. Antes y después se aplican las reglas del mutuo común.

## Antecedentes
Los griegos antiguos inventaron este sistema de préstamo, pasando a Roma con el nombre de nauticum fœnus (nauticum: de la navegación y foenus: interés del dinero prestado).
El caso más famoso de préstamo a la gruesa ventura es el que fue estipulado entre Isabel la Católica y Cristóbal Colón en las Capitulaciones de Santa Fe.
En esta institución radica uno de los antecedentes del actual contrato de seguro.